# Hersilia facialis
Hersilia facialis är en spindelart som beskrevs av Baehr 1993. Hersilia facialis ingår i släktet Hersilia och familjen Hersiliidae. Inga underarter finns listade i Catalogue of Life.